# Kabinett Benedikt Sigurðsson Gröndal
Das Kabinett Benedikt Sigurðsson Gröndal war eine Regierung der am 17. Juni 1944 ausgerufenen Demokratischen Republik Island (isländisch Lýðveldið Ísland). Es wurde am 15. Oktober 1979 gebildet und löste das Kabinett Ólafur Jóhannesson II ab. Es blieb bis zum 8. Februar 1980 im Amt, woraufhin es vom Kabinett Gunnar Thoroddsen abgelöst wurde. 
Dem Kabinett gehörten ausschließlich Mitglieder der Sozialdemokratischen Partei Islands (Alþýðuflokkurinn) an.

## Regierungsmitglieder
| Amt                                                        | Amtsinhaber                 | Beginn der Amtszeit | Ende der Amtszeit |
| ---------------------------------------------------------- | --------------------------- | ------------------- | ----------------- |
| Premierminister                                            | Benedikt Sigurðsson Gröndal | 15. Oktober 1979    | 8. Februar 1980   |
| Außenminister                                              | Benedikt Sigurðsson Gröndal | 15. Oktober 1979    | 8. Februar 1980   |
| Landwirtschaftsminister                                    | Bragi Sigurjónsson          | 15. Oktober 1979    | 8. Februar 1980   |
| Industrieminister                                          | Bragi Sigurjónsson          | 15. Oktober 1979    | 8. Februar 1980   |
| Fischereiminister                                          | Kjartan Jóhannsson          | 15. Oktober 1979    | 8. Februar 1980   |
| Handelsminister                                            | Kjartan Jóhannsson          | 15. Oktober 1979    | 8. Februar 1980   |
| Sozialminister                                             | Magnús Helgi Magnússon      | 15. Oktober 1979    | 8. Februar 1980   |
| Minister für Gesundheit und soziale Sicherheit             | Magnús Helgi Magnússon      | 15. Oktober 1979    | 8. Februar 1980   |
| Verkehrsminister                                           | Magnús Helgi Magnússon      | 15. Oktober 1979    | 8. Februar 1980   |
| Finanzminister                                             | Sighvatur Björgvinsson      | 15. Oktober 1979    | 8. Februar 1980   |
| Minister für Statistik (Hagstofa Íslands)                  | Sighvatur Björgvinsson      | 15. Oktober 1979    | 8. Februar 1980   |
| Justizminister und Minister für kirchliche Angelegenheiten | Vilmundur Gylfason          | 15. Oktober 1979    | 8. Februar 1980   |
| Bildungsminister                                           | Vilmundur Gylfason          | 15. Oktober 1979    | 8. Februar 1980   |